# Mary Cover Jones
Pour les articles homonymes, voir Jones.
Mary Cover Jones (née le 1er septembre 1896 - morte le 22 juillet 1987) est une psychologue américaine née à Johnstown en Pennsylvanie.
La psychologie est dominée à travers tout le XXe siècle par des hommes et Cover Jones fait figure de pionnière des thérapies comportementales.
Cover Jones étudia la psychologie au Vassar College et fut diplômée en 1919. Ceci l'amena à travailler auprès de John Watson.
Elle étudia la possibilité de briser un conditionnement, la peur des lapins, ce qui demeure son travail le plus cité.
Cover Jones décéda à Santa Barbara, en Californie, en l'année 1987.